# 孙氏家庙
孙氏家庙，位于中国广东省揭阳市榕城元鼎路名丰埕，为揭阳市的一个市、县级文物保护单位，类型为古建筑，公布时间为2007年12月。
孙氏家庙的历史年代为清代。